# Gheorghe Apostol
Gheorghe Apostol (16. května 1913 Tudor Vladimirescu – 21. srpna 2010 Bukurešť) byl rumunský komunistický politik. Mezi 19. dubnem 1954 a 30. zářím 1955 byl vůdcem (prvním tajemníkem) Komunistické strany Rumunska (v té době nesla název Rumunská dělnická strana), tedy hegemonní síly komunistického režimu v Rumunsku. V letech 1961–1967 byl místopředsedou vlády, v letech 1948, 1950–1951 a 1952 byl předsedou parlamentu, v letech 1953–1954 ministrem zemědělství. Proslulá byla jeho rivalita s Nicolae Ceaușescem, jehož vzestup ukončil Apostolův vliv v rumunské politice.

## Život
Původním povoláním byl železniční dělník. V roce 1932 se Apostol setkal s Gheorghem Gheorghiu-Dejem a zapojil se do komunistického podzemí. Do strany vstoupil v roce 1934. V roce 1937 byl odsouzen ke třem letům vězení. Trest si odbýval ve věznicích v Galați a Doftaně. Po propuštění pokračoval v komunistické činnosti, kvůli čemuž byl od roku 1941 internován v koncentračních táborech v Târgu Jiu, Caracal a Miercurea Ciuc. Na svobodu se dostal v roce 1944.
Podobně vězněn byl i Gheorghiu-Dej a spolu s Apostolem po válce tvořili důležitou mocenskou skupinu zvanou "vězeňská frakce", která se vyhraňovala vůči těm rumunským komunistům, kteří strávili válku v Sovětském svazu. Tato skupina v mocenském boji převážila a do jisté míry si držela určitý distanc od Moskvy, jak v éře Stalinově, tak v éře Chruščovově. Když Gheorghiu-Dej v roce 1954 přepustil Apostolovi vedení strany a ponechal si jen premiérskou funkci, nešlo o skutečné předání moci. Fakticky zůstal mužem číslo 1 Gheorghiu-Dej a také si brzy funkci prvního tajemníka strany vzal zpět. V letech 1945 až 1969 vedl Apostol státem kontrolované odbory.
Podle samotného Apostola si ho nemocný Gheorghiu-Dej v roce 1964 vyvolil jako svého nástupce, což mělo potvrzovat vyslání na pohřeb Džaváharlála Néhrúa. Jenže po Gheorghiu-Dejově smrti v roce 1965 se zformovala ve vedení strany skupina, která se Apostola obávala (klíčovou roli v ní hrál premiér Ion Gheorghe Maurer) a řešením se pro ni stal Nicolae Ceaușescu. S tím se Apostol nikdy nesmířil a nepřátelství vůči novému vůdci neskrýval. Roku 1969 Ceaușescu dosáhl Apostolovo odstranění ze všech funkcí. Konflikt pokračoval a byl tak silný, že začal Apostola ohrožovat. Jeho přátelé a ochránci mu doporučili, aby se "uklidil" do diplomacie. Učinil tak v roce 1977, stal se pak velvyslancem v Argentině, Uruguayi a Brazílii.
V roce 1988 se Apostol vrátil do Rumunska a kontaktoval další komunistické osobnosti své generace. Společně pak sepsali otevřený protestní dopis, tzv. Scrisoarea celor șase („Dopis šesti“). Ostře kritizoval Ceausescův režim. Zveřejněn byl 11. března 1989 v Rádiu Svobodná Evropa a v Hlasu Ameriky. V důsledku toho byl Apostol umístěn do domácího vězení, kde byl neustále vyslýchán. Osvobodila ho až rumunská revoluce v prosinci 1989. Poté již nebyl politicky aktivní.